# Snekke (skib)
 For alternative betydninger, se Snekke. (Se også artikler, som begynder med Snekke)
En snekke er en vikingeskibstype, der var et let ro- og sejlskib, som indgik i ledingsflåden. Skuldelev 5 fra Skuldelevspærringen i Roskilde Fjord menes at være af typen.
Ordet snekke indgår i omkring 100 stednavne ved de danske kyster, ofte hvor krigsskibe har kunnet ligge skjult. Skuldelev 5 er hovedsageligt bygget af tømmer fra ældre skibe, hvilket stemmer meget godt overens med dens tolkning som ledingsskib, da det ifølge den norske gulatingslov var ledingsbønderne selv, der skulle sørge for tømmer til ledingsskibene, og det har de forsøgt at gøre så nemt og billigt som muligt.